# Edouard Coeurdevey
Edouard Coeurdevey (geb. 1882; gest. 1955) war ein französischer Lehrer und Tagebuchverfasser. Er war Direktor einer École normale d’instituteurs im Elsass (Obernai). 
Er musste 1939 das Elsass verlassen und in die Benediktinerabtei von Solignac in der Haute-Vienne ziehen. Seine von seiner Familie aufbewahrten Kriegstagebücher  (frz. Carnets de guerre, 1914–1918) von August 1914 bis Dezember 1918 aus dem Ersten Weltkrieg fanden Aufnahme in der Buchreihe Terre humaine von Jean Malaurie. In seinem Vorwort stellt Jacques Marseille fest, dass ein Marc Bloch in Edouard Coeurdevey stecke, der Marc Bloch von L'étrange défaite (Die seltsame Niederlage).